# 城寨乡
城寨乡，是中华人民共和国河北省石家庄市行唐县下辖的一个乡镇级行政单位。

## 行政区划
城寨乡下辖以下地区：
上滋洋村、贾南庄村、南庄村、北庄村、寺头村、南凹村、北凹村、颖南村、南豆庄村、北豆庄村、董家庄村、候家庄村、北城寨村、南城寨村、西城寨村、河西村、邢家庄村、杨下口村、寺庄村、北郝峪村、南郝峪村、凹子里村、中王庄村、陈家庄村和张家庄村。